# Ӣ
Ӣ, ӣ (И с макроном, тадж. и-и заданок, и ударный) — буква расширенной кириллицы. Используется в таджикском алфавите, где обозначает палатализацию и гласный [i] и является 12-й буквой алфавита.
Ӣ — 16-я буква в алеутском алфавите беринговского диалекта. В некоторых словарях ненецкого языка используется для обозначения долгого гласного [iː].